# Tanzanias historie
 Denne artikel bør gennemlæses af en person med fagkendskab for at sikre den faglige korrekthed.

 Der er for få eller ingen kildehenvisninger i denne artikel, hvilket er et problem. Du kan hjælpe ved at angive troværdige kilder til de påstande, som fremføres i artiklen.

Den nuværende stat Tanzania blev etableret i 1964 efter uafhængigheden fra Storbritannien i 1961 ved sammenslutningen af Tanganyika og Zanzibar. Områdets og Tanzanias historie rækker dog længere tilbage.

## Før år 1000
Omkring år 100 blev Zanzibar befolket af folk fra fastlandet. I år 700 begyndte Tanganyikas kyster at blive besøgt af arabiske, indiske og kinesiske handelsfolk. I århundrederne herefter kom arabiske flygtninge til Zanzibar.

## 1500-1900
Under koloniseringen af Afrika fik Portugal magten over en stor del af den østafrikanske kyst, herunder Zanzibar i 1528. I år 1600 blev portugiserne dog fordrevet af Oman, som i 1650 også overtog herredømmet over Tanganyika. Da Oman havde begge territorier, flyttede sultanen af Oman hovedstaden fra fastlandet til Zanzibar – dette skete i 1840. Kort herefter, i 1863, fik briterne lukket for slavehandlen på Zanzibar. I 1890 blev øen et britisk protektorat som følge af Helgoland–Zanzibar-traktaten. Året efter blev Tanganyika del af Tysk Østafrika. I 1898 kæmpede Mkwawa for friheden og begik selvmord.

## Fra 1900
I perioden 1905-07 døde 200.000 mennesker i kamp under det såkaldte Maji-Maji-oprør. Yderligere 80.000 mennesker døde af influenzaudbrud i 1916. I 1918 dannedes Britisk Østafrika.
Landet blev i 1946 underlagt FN og i 1954 dannedes det første politiske parti, TANU. Den 9. december 1961 blev Tanganyika selvstændigt og fik året efter Julius Nyerere som præsident. Endnu gik der et år før Zanzibar i 1963 også blev selvstændigt. Foranlediget af dette, og at sultanen i 1964 blev styrtet af ASPs leder, Abeid Karume, som blev Zanzibars præsident, blev de to selvstændige stater ét land.
I 1967 blev Nyereres ideologi, Arusha-erklæringen, formuleret, men blev først gennemført ved tvang i 1974, da den økonomisk slog fejl. Året før blev Dodoma valgt som hovedstad. Partiet CCM, som har vundet alle valg siden midten af 1990'erne, hvor flerpartivalg blev indført, blev stiftet i 1977. Men før partiets Benjamin Mkapa blev præsident i 1995, regerede Ali Hassan Mwingi landet fra i en tiårs periode. I 2005 blev Jakaya Kikwete landets præsident.
Igennem de seneste årtier har befolkningen været meget plaget af AIDS og andelen af HIV-positive har været omkring 33 %.